# 1926 في أستراليا
فيما يلي قوائم الأحداث التي وقعت خلال عام 1926 في أستراليا.

## رياضة
- 1 يناير – البطولات الأسترالاسية 1926

## ظهور
- 3 سبتمبر – كانبرا تايمز

## مواليد

### أبريل
- 2 أبريل – جاك برابهام

### يوليو
- 8 يوليو – ديفيد أرمسترونغ فيلسوف أسترالي.

### نوفمبر
- 7 نوفمبر – جوان سذرلاند
- 15 نوفمبر – نيكولاس شحادة لاعب اتحاد رغبي أسترالي من أصل لبناني ورئيس مدينة سيدني ما بين عامي 1973 و1975.

### ديسمبر
- 1 ديسمبر – كيث ميشل